# دونالد بولن
دونالد بولن هو كاهن كاثوليكي كندي، ولد في 7 فبراير 1961 في جرافلبورغ، مُقاطعة ساسكاتشوان في كندا.
رُسم كاهنًا في عام 1991 لأبرشية ريجينا، وتم تكريسه أسقفًا في 25 مارس 2010 لأبرشية ساسكاتشوان.